# Miomantis ciprianii
Miomantis ciprianii es una especie de mantis de la familia Mantidae.

## Distribución geográfica
Se encuentra en el Congo.